# Kantai Collection
Kantai Collection (яп. 艦隊これくしょん Кантай Корэкусён, «Флотская коллекция») или сокращённо KanColle (яп. 艦これ КанКорэ) — японская браузерная карточная игра в реальном времени, разработанная компанией Kadokawa Games и выпущенная 23 апреля 2013 года. Использует бизнес-модель free-to-play. По мотивам игры в январе 2015 года состоялся выход одноимённого аниме-сериала. В Японии зарегистрировано более 2 миллионов игроков.
Игра доступна исключительно для японских пользователей DMM. Обо всех грядущих изменениях в игре сообщается постами Twitter-аккаунта разработчиков.

## Геймплей
Игровой процесс основан на создании отрядов, состоящих из отдельных персонажей, изображенных в виде карточек с различными атрибутами, а затем отправке отрядов на миссии. Каждый из персонажей — это антропоморфизмы морских кораблей времен Второй мировой войны, которые изображаются в виде симпатичных девушек, называемых «Флотскими девами» (艦娘, kanmusu). Первоначально в игре были только японские корабли, но по мере развития игры к ним добавлялись и корабли других стран. Внешность, личности и характеры внутриигровых персонажей созданы на основе характеристик и судьбы своих исторических кораблей-прототипов. Например, корабли с большим водоизмещением, такие как крейсеры, линкоры и авианосцы, обычно изображаются молодыми девушками, в то время как корабли меньшего размера, такие как эсминцы и корабли береговой обороны, выглядят и ведут себя, как девочки-подростки, за некоторыми исключениями. Подавляющее большинство канмусу основаны на кораблях Императорского флота Японии, помимо судов которого в игре представлены корабли Кригсмарине, Реджиа Марина, ВМС США, Королевского военно-морского флота Великобритании, Военно-морского флота СССР, Военно-Морских сил Франции, Королевского флота Швеции, Австралийского Королевского флота, Королевского флота Нидерландов и Военно-морских сил Китайской Республики. Игрок берет на себя роль адмирала (提督, teitoku). Бой в основном автоматизирован, и ручные действия игрока включают микроменеджмент, такой как строительство и ремонт. Игрок может организовать до четырёх различных флотов.
Игрок проходит уровни игры, представленных в виде миров и карт. Всего в игре представлены 7 миров, из которых миры с 1 по 6 имеют по 4 основных карты, которые «зачищаются» единожды, и по одной экстра-карте, прохождение которой позволяет получить медаль (кроме первого мира, который имеет две экстра-карты. Вторая экстра-карта представлена в виде транспортной операции и не даёт медаль за своё прохождение, но позволяет получать ресурсы и «подарочную коробку» с бонусами). Из 4-х медалей можно изготовить 1 чертёж, который требуется для улучшения некоторых канмусу. Каждый месяц прогресс прохождения экстра-карт сбрасывается, благодаря чему вновь появляется возможности пройти их для получения новых медалей. В ходе прохождения карт и миров канмусу получают очки опыта за счёт гринда; игрок получает новых канмусу, отправляет поврежденных в ремонтные доки и выполняя задания для получения ресурсов. Могут быть созданы новые предметы, позволяющие экипировать девочек-кораблей в зависимости от ситуации. Строительство, пополнение запасов и ремонт кораблей потребляют определённое количество ресурсов 4 разных видов, а именно: топлива, боеприпасов, стали и бокситов. Запас ресурсов пополняются путём выполнение различных квестов и отправки экспедиций на определённые маршруты, также запасы ресурсов восстанавливаются автоматически до определённого значения, которое зависит от уровня базы игрока (максимальный — 120 уровень). Предельное количество ресурсов, которое можно накопить, — 350 000.
Корабли могут быть настроены путём добавления различного оборудования в их пустые слоты, которые добавляют бонусы к атрибутам и даже предоставляют особые эффекты в некоторых случаях; такое оборудование включает морские пушки, зенитные орудия, торпеды, торпедоносцы, пикирующие бомбардировщики, истребители, гидросамолеты, разведывательные самолеты, радары, паровые турбины, специальные артиллерийские снаряды, глубинные заряды, сонары, канистры, прожекторы и противоторпедные були. Эффективность кораблей в бою зависит от его атрибутов, а именно от хитпоинтов, брони, уклонения, мощности самолета, скорости, дальности атаки, огневой мощи, торпеды, противовоздушной, противолодочной, поля зрения и удачи.
Канмусу способны становиться сильнее по мере накопления опыта и повышения уровня после сражений, а также могут быть переделаны в более продвинутые модели, как только достигнут определенного уровня. Лишние канмусу также можно использовать для улучшения других канмусу с помощью процесса, известного как «модернизация» (近代 化 改修, kindaika kaishu), который предоставляет бонусы атрибутам одному кораблю в обмен на потерю другого. Также существует такой параметр как мораль, который влияет на уклонение и точность кораблей в бою. Его значение зависит от определённых факторов: мораль снижается при утомлении кораблей после вылазок и критически падает при гибели корабля из своего флота и повышается при использовании «еды», которая представлена в виде персонифицированных кораблей снабжения продовольствием — «Мамией» и «Ирако», а также в PVP-сражениях и при «спарклинге», когда мораль корабля специально повышается с помощью постоянного прохождения начальной карты 1-1. Мораль может принимать значение от 0 до 100; базовое значение, до которого автоматически восстанавливается мораль, — 49, бонусы начинают действовать со значения 50. При морали ниже 40 корабль получает значительные штрафы к уклонению и точности, что значительно увеличивает риск получения повреждений. По мере того, как корабли повреждаются, их иконки начинают источать дым, а их одежда визуально разрывается и изнашивается; в случае, когда прочность корабля падает до нуля, считается, что он затонул, и игрок потеряет девочку-корабль. Если при потоплении корабль не был экипирован «ремонтной бригадой» или «богиней ремонта», то игрок теряет его навсегда, но он всё ещё может получить такой же корабль заново.
Несмотря на то, что игра распространяется по системе free-to-play, специальные бонусы премиум-класса можно получить через покупку внутриигровой валюты и микротранзакции, такие как расширение дока для ремонта, жетоны мебели для домашней верфи, увеличение лимита владения кораблем и специальные расходные материалы. Хотя каждый корабль в игре имеет предельный уровень опыта, равный Lv.99, игрок может получить предмет «документы о браке и кольцо» за денежную покупку по цене 700 иен или через одноразовый специальный квест, который позволяет игрок «жениться» на девушке, тем самым преодолев первоначальный предел уровня и получив новый максимум 175 уровней, в дополнение к другим перкам, таким как повышение характеристик и снижение эксплуатационных расходов; этот процесс может повторяться столько раз, сколько игрок желает, и количество девушек, которые могут быть «женатыми», не ограничено.
Игроки могут сражаться против флотов других реальных игроков на том же сервере через меню манёвров. Игроки также могут соревноваться друг с другом по очкам на игровых досках рейтинга, с периодическими призами для лучших игроков. По состоянию на январь 2016 года, есть 20 серверов, на которых можно играть, каждый из которых назван в честь японской военно-морской базы времен Второй мировой войны. В настоящее время игра предназначена только для внутренней японской аудитории, при этом интерфейс игры выполнен исключительно на японском языке. В настоящее время в игру нельзя играть за пределами Японии без использования VPN; Однако использование таких методов для обхода ограничений по IP-адресу страны и доступа к игре нарушает условия пользования онлайн-игрой DMM.com. С августа 2013 года регистрация новых игроков была доступна только через периодическую лотерею, поскольку серверы были перегружены большим количеством новых игроков. После июля 2015 года новые игроки могли присоединиться к 20-му серверу без участия в лотерее; однако из-за большого количества игроков новый сервер несколько раз закрывался.

### Девочки — корабли
На момент дебюта игры в общей сложности насчитывалось 94 девушки из разных флотов. В рамках обновления, представленного 15-17 мая 2013 года, были добавлены дополнительные девочки — корабли. 11 сентября 2013 года в игру был введён первый не японский корабль, советский эсминец Верный. На ранних стадиях планировалось, что в конечном итоге будут привлечены дополнительные суда из других стран, а в марте 2014 года были добавлены три немецких судна кригсмарине. Два итальянских судна были добавлены в рамках события Весны 2015 года в апреле 2015 года, а еще одно добавлено в августе. Первый корабль не стран «оси», американский USS Iowa (BB-61), был представлен вместе с KanColle Kai 18 февраля 2016 года, позже станет доступным в весеннем событии браузерной игры 2016 года. В настоящее время насчитывается 164 оригинальных корабля в дополнение к 72 модернизированным вариантам, в результате чего общее число достигло 236. В настоящее время игра содержит места для 250 различных типов девочек-кораблей. Разные девочки-корабли изображены разными художниками; Художники, участвующие в рисовании различных персонажей, включают Шибафу, Ёсинори Шизума, Кониши, Курокуро, Акеми Микото и 16 других художников. Фумикане Симада, который ранее был ведущим дизайнером персонажей для Strike Witches и Girls und Panzer, создал дизайн и иллюстрации для японского бронированного авианосца Taihō и пяти немецких судов.
Черты каждой девушки флота основаны на аспектах исторического корабля, на котором они основаны; например, японский линкор Kongō часто добавляет английские слова и фразы в свой диалог в качестве отсылки на свое британское происхождение, в то время как японский эсминец Shimakaze изображается как быстрая девушка в изображениях и официальных печатных изданиях, так как «Симакадзе» был одним из самых быстрых эсминцев Второй мировой войны. Персонажи, которые имеют определённые связи, также имеют сходные физические черты: корабли одного класса могут иметь похожие аксессуары или одежду, в то время как все подводные лодки Имперского японского флота изображены как носящие сукумидзу.
Актёры озвучки были наняты, чтобы озвучивать девочек-кораблей, причем около 10 девушек из флота озвучивались одним актером.

## Разработка
До Kantai Collection большинство игр, выпущенных DMM.com, были R-18 + онлайн-игры для взрослых. Чтобы привлечь клиентов из более широкой аудитории, DMM.com экспериментировал с Kantai Collection в партнерстве с Kadokawa Games; к ноябрю 2013 года на долю Kantai Collection приходилось 30-40 % всего бизнеса онлайн-игр DMM.com.
В отличие от других онлайн-игр в Японии, Kantai Collection была разработана с целью не принуждать игрока тратить деньги или участвовать в лотереях «гача». Цель этого заключается в том, что Кадокава желает расширить целевой рынок и установить игру как хорошо известное имя, что в конечном итоге позволит продавать и продавать франшизы.
Кенсуке Танака, который до Kantai Collection занимался производством и связями с общественностью для Final Fantasy X, XI и XIII, хотел создать игру, включающую исторические элементы, в то же время обращаясь к постоянным поклонникам DMM.com, а именно поклонникам аниме и культура манга, и это привело его к идее разработки игры, основанной на антропоморфизме военных кораблей.

## Аниме-сериал
На основе игры был создан одноимённый аниме-сериал «Kantai Collection» (2015).
По сюжету, некие существа, именующие себя глубоководным флотом, желают захватить не только водное пространство, но и сушу. Им противостоят девушки, которые в прошлом были кораблями Императорского флота. Главные герои — Фубуки, Юдачи и Муцуки, «девушки-эсминцы», которые вместе с остальными девушками Императорского флота встают на сражение с силами зла.
В 2016 году также был выпущен анимационный фильм под названием «KanColle: The Movie».